# Ufornuft
Ufornuft er det tredje album af den danske popgruppe Ibens udgivet i februar 2005. Det var det første ibens-album i næsten syv år, og gruppens første siden gendannelsen i 2005. Albummet blev dog gruppens mindst succesrige trods populære sange som eksempelvis titelsangen "Ufornuft", "Bus nr. 5", "Til provinsen" og førstesinglen "Sex igen". Musikmagasinet GAFFA gav albummet 3/6 stjerner.
Albummet blev indspillet af de tre originale medlemmer Carsten Lykke, Henrik Marstal og Kristian Obling Høeg. Det var de første indspilninger med Henrik Marstal siden debutalbummet. Gruppen holdt efter udgivelsen af Ufornuft syv års pause, inden bandet igen udgav nyt materiale med singlen "Vi lover hinanden" i november 2012 fra ep'en Halvelektronisk.

## Spor
1. "Ufornuft"
2. "Forhåbentligt snart"
3. "Sidste år på denne tid"
4. "Bus nr. 5"
5. "Europcar"
6. "Til provinsen"
7. "Sex igen"
8. "Han venter stadig"
9. "Nangijala"
10. "Vi skal aldrig gi' op"